# Чёрная бабочка (фильм, 2017)
«Чёрная бабочка» (англ. Black Butterfly) — американский фильм-триллер режиссёра Брайана Гудмана. Фильм является ремейком французской ленты «Ночная бабочка» 2008 года режиссёра Кристиана Фора. В США фильм вышел 26 мая 2017 года. В России его премьера состоялась 8 июня 2017 года.

## Сюжет
Писатель Пол, одинокий человек, и дела у него идут плохо. Чтобы поддержать себя, он вынужден продать свой дом, расположенный в лесу, но никто не заинтересован в его покупке. Однажды вечером он решает пригласить на ужин Лору, молодую девушку, агента недвижимости по поводу продажи своего дома.  Во время поездки он обгоняет грузовик, водитель следует за ним, и в ресторане возникает конфликт.  Жизнь меняется, когда он случайно встречает человека с загадочной татуировкой на теле в виде чёрной бабочки, который жёстко решил вопрос с дальнобойщиком в кафе, уберёг от драки Пола. В знак благодарности он предлагает бродяге остаться в его доме, Джек чувствует себя уверенно и диктует неожиданный сюжет для книги. В этих местах убито несколько женщин, слышатся крики. Пол испытывает творческий подъём, работая над новой книгой. Пол не доверяет Джеку, к чему ведёт сюжет, разгадка страшной правды.

## В ролях
| Актёр               | Роль              |
| ------------------- | ----------------- |
| Антонио Бандерас    | Пол Лопес         |
| Джонатан Рис Майерс | Джек              |
| Пайпер Перабо       | Лаура Джонсон     |
| Абель Феррара       | Пэт               |
| Винсент Риотта      | лейтенант Каркано |
| Натали Рапти Гомес  | Джулия            |
| Рэндолл Пол         | мистер Оуэн       |
| Кэти МакГоверн      | Нэнси Бэрроус     |

## Критика
По мнению обозревателя RogerEbert.com Викрама Мурти, оценившего фильм в 1 балл из 5,  работа Гудмана получилась откровенно слабой. Как отмечает рецензент, относительно успешным стоит признать лишь исполнение Бандераса, в то время как игра Перабо и Рис-Майерса была жёстко раскритикована рецензентом. Из других плюсов картины он отмечает краткосрочное участие известного режиссёра Абеля Феррары в одном из эпизодов.
Автор портала Film.ru Евгений Ухов посчитал «Чёрную бабочку» абсолютно вторичной в сравнении с оригинальным французским фильмом.
Агрегатор обзоров Rotten Tomatoes даёт фильму рейтинг одобрения 40% на основе 20 обзоров со средней оценкой 4,9/10.